# モハンマド・シャー
モハンマド・シャー（1808年1月5日 - 1848年9月5日、ペルシア語: محمد شاه قاجار）は、ガージャール朝第3代シャー。1834年10月23日に即位し、死ぬまでその地位を占めた。生まれた際の名前は、モハンマド・ミールザーといった。

## 生涯

### 即位
モハンマド・ミールザーは、アゼルバイジャン地方を統治していたアッバース・ミールザーの子供として生まれた。もともと、ファトフ・アリー・シャーは、アッバース・ミールザーを自らの後継者として指名していたが、ファトフ・アリーよりも先に、アッバース・ミールザーが病死してしまう事態が起きた。そこで、ファトフ・アリーは、後継者に孫のモハンマド・ミールザーに指名した。指名した翌年、ファトフ・アリーが病没するとファトフ・アリーの子供の1人であるアリー・ミールザーから王位の挑戦を受けたが、政治家・科学者で詩人でもあったファラハーニー（en）の協力を得て、40日後にはその挑戦を退け、モハンマド・シャーとして即位した。

### シャーとして

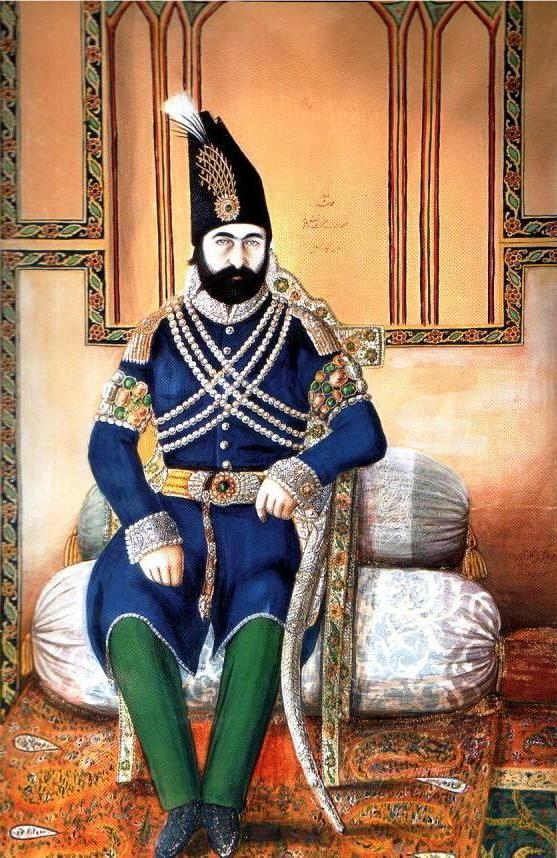
モハンマド・シャー

ファラハーニーは、この功績により、大蔵大臣に任命された。しかし、1835年には、ハッジ・ミールザー・アガシによる調査が行われ、彼は、大臣の職を解かれた。モハンマドの統治は、ミールザー・アガシの政策に大きな影響を受けた。
モハンマドは、ルイ・フィリップが統治するフランスに使節を派遣した。その目的は、イギリスの勢力範囲になっていたアフガニスタン・ヘラートを攻略するためであった。1839年、フランスから2人の軍事顧問が派遣され、タブリーズに到着した。しかし、モハンマドの試みは失敗に終わった。
モハンマドは、生涯を通して、いろんな病気に悩まされたと伝えられている。40歳のときに、痛風になって死亡した。
モハンマドは、ロシアの影響を受け、イランを近代化し、西洋化を進めようと試みていた。その事業は、ナーセロッディーン・シャーに引き継がれた。また、モハンマドの近代化の努力によって、イランに写真が移入された。この時代には、ラッカーによる絵画が描かれた。この時代には、ペルシャの象徴として獅子と太陽（en）が用いられ始めた。
モハンマドの時代には、バーブ教の活動が活発になり始めた時代であった。バーブ教の活動は、ナーセロッディーン・シャーを悩ませる事となる。